# Weathering with You
Weathering with You is een Japanse animatiefilm uit 2019, geschreven en geregisseerd door Makoto Shinkai. De film ging in première op 19 juli 2019.

## Plot
De film speelt zich af in Japan tijdens een periode van uitzonderlijk regenachtig weer. Het vertelt het verhaal over Hodaka, een tiener op de middelbare school. Hodaka vlucht naar Tokio en sluit vriendschap met Hina, een weesmeisje die het weer kan manipuleren.

## Personages
- Hodaka Morishima
- Hina Amano
- Keisuke Suga
- Natsumi Suga
- Fumi Tachibana
- Nagisa Amano
- Yasui
- Takai
- Ayane
- Kana
- Mitsuha Miyamizu
- Taki Tachibana

## Prijzen en nominaties
De film werd uitgekozen als de Japanse inzending voor 'Best International Feature Film' tijdens de Academy Awards in 2019. Het ontving vier Annie Award nominaties, en werd daarmee de derde animefilm met het hoogste aantal nominaties tijdens de Annies.
De film won in 2019 prijzen in de categorie Beste Animatiefilm en Publieksprijs, en in 2020 de prijzen voor Beste Animefilm van het Jaar en Uitzonderlijke Muziek.